# Nicolas Bertin (1667-1736)
Pour les articles homonymes, voir Nicolas Bertin et Bertin.
Nicolas Bertin est un peintre français, né en 1667 à Paris et mort dans la même ville en 1736.

## Biographie
Élève de Jean Baptiste Jouvenet et de Bon Boullogne, Nicolas Bertin reçut le prix de Rome en 1685 pour sa Construction de l'arche de Noé.
Ce maître, fils et frère de sculpteur, apprit en outre les principes de son art sous Guy-Louis II Vernansal le père. Il se distingua et fut admis à l'Académie royale de peinture et de sculpture en 1703, sur présentation de Prométhée délivré du Caucase par Hercule. 
« Fils et frère de sculpteur », c'est par ces mots que Nicolas Bertin se situe lui-même dans un Mémoire inédit conservé à la bibliothèque de l'École nationale supérieure des beaux-arts à Paris. Cependant, l'identité de son père n'est pas connue.
Son frère est le sculpteur Claude Bertin (vers 1653-1705), auquel on doit le buste Cléopâtre mourant (Paris, musée du Louvre).

## Œuvres
- Carcassonne Musée des Beaux-Arts
  - Acis et Galathée
  - Jupiter et Danaë
  - Jupiter et Léda
  - Persée délivrant Andromède
  - Psyché abandonnée par l'Amour
- Orléans, musée des Beaux-Arts:  

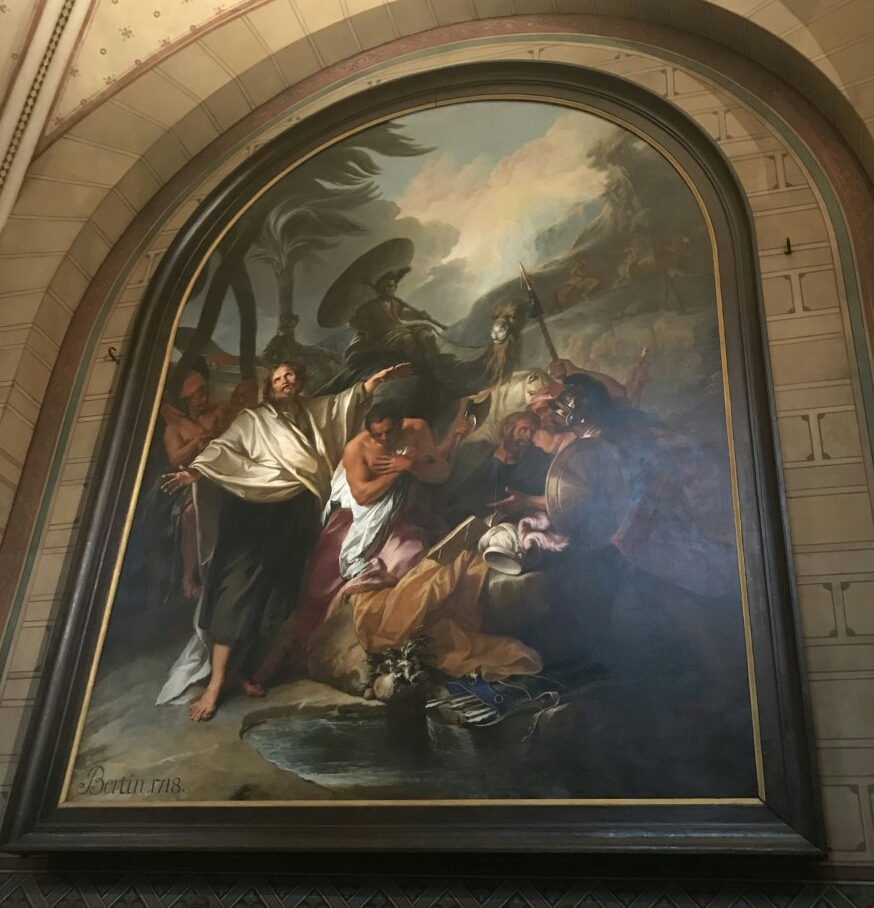
Le Baptême de l'eunuque par saint Philippe (1718).

  - Étude d’homme sciant, 1685, pierre noire et rehauts de craie blanche sur papier vergé, 33,5 x 24,5 cm[3].
- Paris
  - Saint Philippe baptisant l'eunuque de Candace, 1718 (Louvre, déposé à l'église Saint-Germain-des-Prés) [4],[5]

- Allégorie de l'été, collection privée.
- Hercule délivrant Prométhée [6],[7].
- La Construction de l'arche de Noé, 1685
- La Lapidation de saint Étienne (Musée Henri-Dupuis de Saint-Omer)[8]
- Moïse et les filles de Jethro (Musée Sandelin de Saint-Omer[9]
- Moïse et les filles de Jethro (Musée Lambinet de Versailles) (2e version)[10]
- La Résurrection de Lazare, 1720 (Musée Lambinet de Versailles)[11]
- Phaeton conduisant le char du Soleil, 1720 (Le Louvre)[12]
- Vertumne et Pomone (décoration) (musée national du château et des Trianons Versailles)[13],[14]

Le peintre et collectionneur Jacques Augustin de Silvestre (1719-1809) possédait une esquisse composée en forme ronde représentant Les Filles de Minée changées en chauves-souris, non localisée, que François-Léandre Regnault-Delalande attribue à Nicolas Bertin.

## Galerie

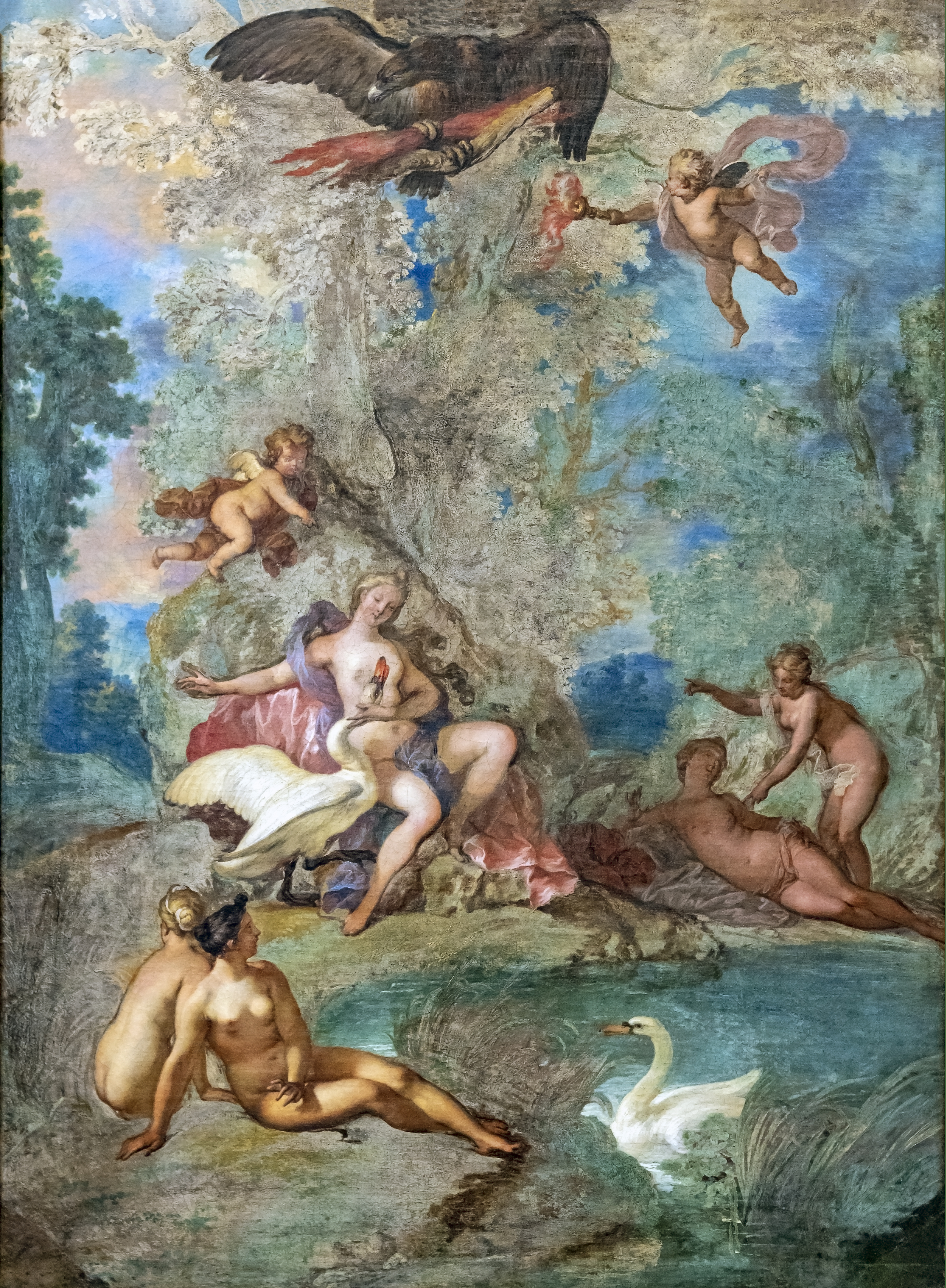
Jupiter et Léda Musée des Beaux-Arts de Carcassonne
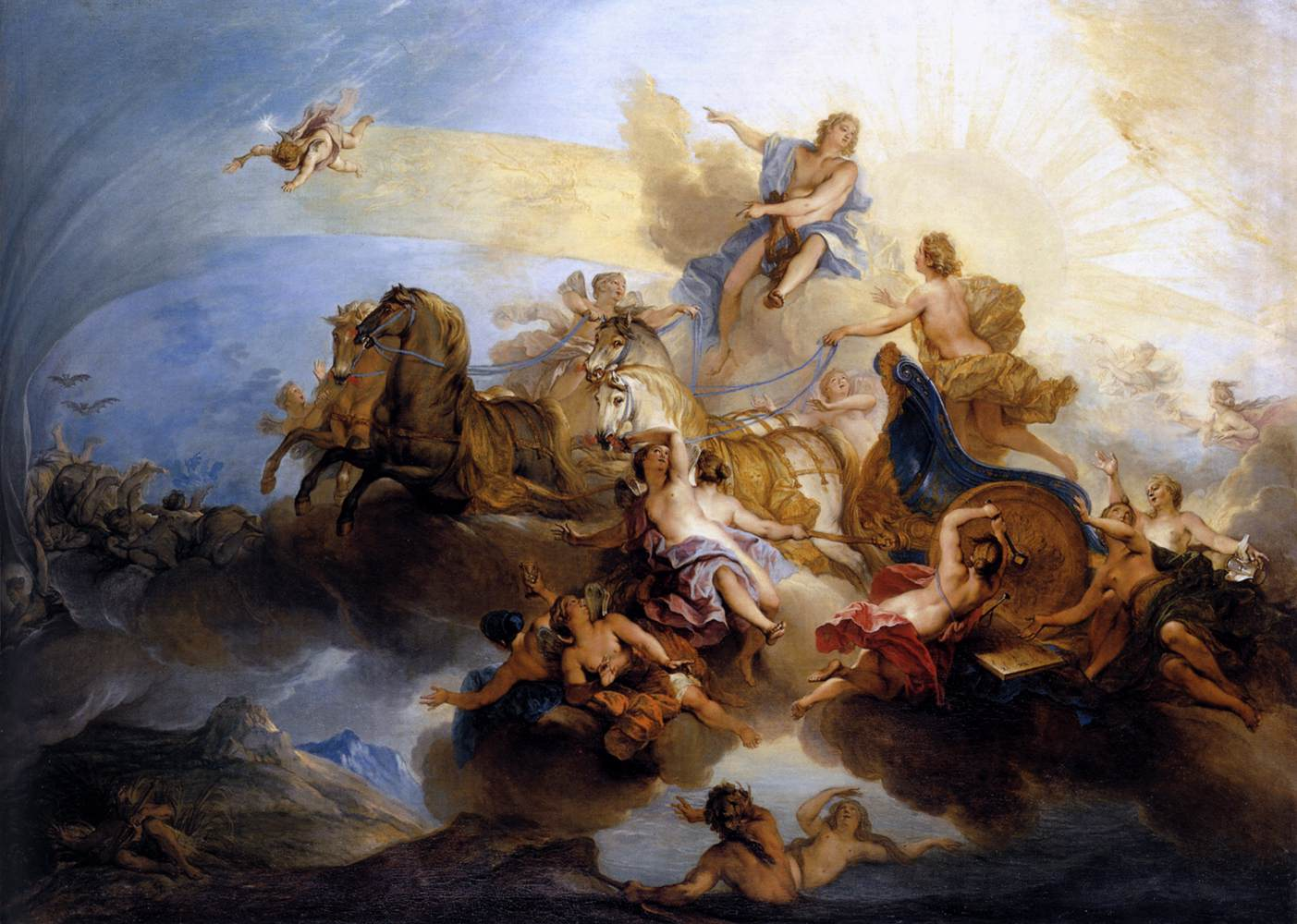
Phaëton conduisant le char du Soleil vers 1720, Paris, musée du Louvre.
Bacchus et Ariane Nationalmuseum Stockholm.
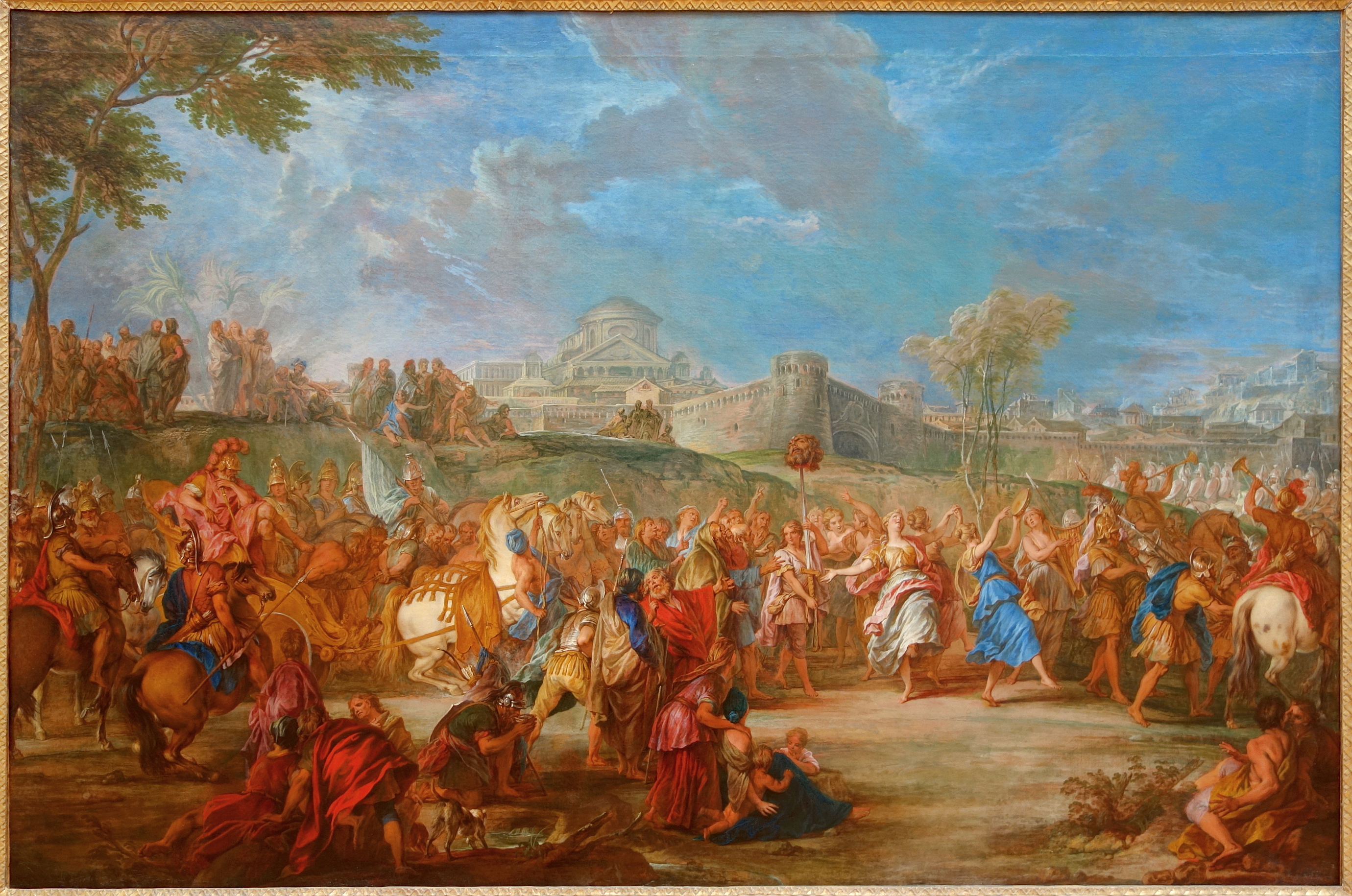
Le Triomphe de David palais des beaux-arts de Lille[16].